# Ultrabeat
Gli Ultrabeat sono un gruppo di musica elettronica britannico formatosi nel 2002 a Liverpool.

## Formazione
- Mike Di Scala - vocalist, produttore
- Ian Redman - produttore
- Chris Henry - produttore

## Discografia

### Album
- 2007 - Ultrabeat: The Album
- 2009 - The Weekends Has Landed

### Singoli
- 2003 - Pretty Green Eyes
- 2003 - Feelin' Fine
- 2004 - Better Than Life
- 2005 - Feel It with Me
- 2006 - Elysium (I Go Crazy) (vs. Scott Brown)
- 2007 - Sure Feels Good (vs. Darren Styles)
- 2008 - I Wanna Touch You
- 2008 - Discolights (vs. Darren Styles)
- 2012 - Da Bop (come WTF!)
- 2012 - The Sway (come WTF!)